# Pitei számi nyelv
A pitei számi nyelv (vagy más néven arjeplogi számi) az uráli nyelvcsaládba tartozó számi nyelvek egyike. A három nagy számi csoport közül az északiba tartozik, legközelebbi rokonnnyelve a lulei számi nyelv. Ma már csak a svédországi Arvidsjaur és Arjeplog környékén beszélik "nagyobb számban", beszélőinek száma nagyon megcsappant, pesszimistább források 20, optimistább források 50 beszélőt is megadnak (2010-ben).

## Nyelvtan
A pitei és a lulei számi nyelv a többi számi nyelvtől eltérő tulajdonsággal rendelkezik, nevezetesen, hogy a tagadóigének létezik múlt idejű alakja is ezekben a nyelvekben. Ennek a táblázatnak az első felében a jelen idejű tagadás, a második felében a múlt idejű tagadóigék láthatók:
| Személy | Egyes szám | Kettes szám                | Többes szám  | Személy | Egyes szám | Kettes szám        | Többes szám       |
| ------- | ---------- | -------------------------- | ------------ | ------- | ---------- | ------------------ | ----------------- |
| 1       | iv         | ien                        | iehp iep     | 1       | ittjiv     | iejmien ittjijmen  | iejmieh ittjijmeh |
| 2       | ih         | iehpien                    | iehpit ihpit | 2       | ittjih     | iejtien ittjijtien | iejtieh ittjijteh |
| 3       | ij         | ehpien ihpien iepaa iepaan | ieh          | 3       | ittjij     | iejkaan ittjijka   | ittjin            |